# Sudetští Němci

Mapa německých nářečí z roku 1894 zobrazuje regionální vlivy v pohraničí. Jihočeské a jihomoravské nářečí byly spřízněny s hornoněmeckým nářečím (Rakousko, Bavorsko), severočeské a severomoravské dialekty pak se středovýchodním nářečím (Sasko, Slezsko).

Sudetští Němci nebo Sudetoněmci (něm. Sudetendeutsche, ale také Deutschböhmen – čeští Němci, Deutschmährer – moravští Němci, nebo Deutschschlesier – slezští Němci) je geograficky i historicky nepřesné označení, užívané od konce 30. let 20. století německými nacionalisty v severozápadním pohraničí Čech. Ti tento pojem vztahovali na německé obyvatelstvo, žijící už od středověku na pohraničním území, označovaném (opět nepřesně a zjednodušeně) jako Sudety. V běžném laickém diskurzu je označení „sudetští Němci“ někdy chybně zaměňováno s termínem „čeští Němci“. Tento termín se ale vztahuje na německy mluvící obyvatelstvo žíjících poklidně v Zemích Koruny české od středověku do radikalizace během nacismu. 

Zatímco na přívržence Sudetoněmecké strany může být označení sudetský Němec použito vcelku logicky, problematické je vztáhnutí tohoto pojmu na německojazyčné antifašisty nebo osoby židovského původu. Jako zcela nesmyslné se jeví označovat jako „sudetské“ ty české Němce, kteří žili ve vnitrozemí republiky. K chybnému prolnutí obou označení došlo s rozmachem separatismu v první Československé republice, kdy Sudetoněmecká strana začala v rámci své politické propagandy termíny Sudety a sudetský Němec svévolně vztahovat na celé pohraničí obývané německou menšinou. Pod vlivem dobové atmosféry začali pak během třicátých letech 20. století tento jazykový novotvar postupně používat i česká média a čeští politici. S poválečným odsunem většiny „sudetských Němců“ z Československa bylo nakonec prolnutí obou označení dokonáno. Teprve s obnovou demokratické diskuze po roce 1989 začala většina relevantních autorů oba termíny postupně opět rozlišovat. 

## Soužití po staletí

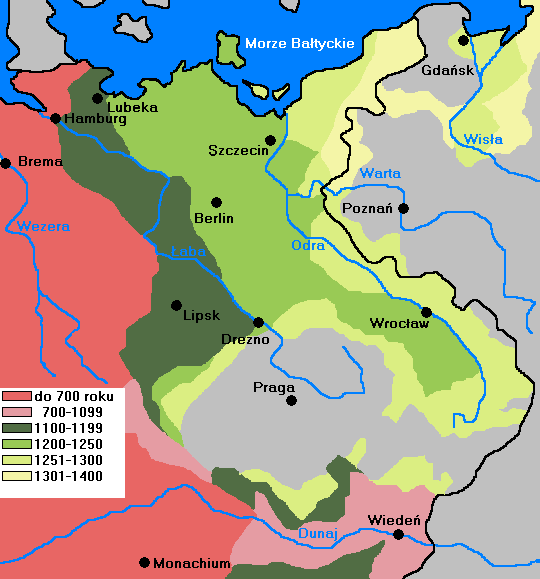
Fáze německé východní kolonizace v 8. až 14. století

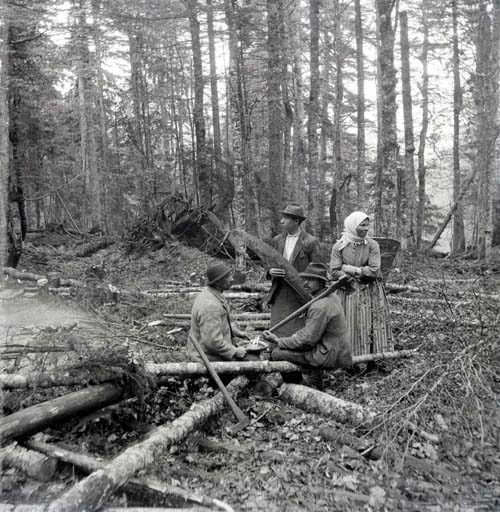
Němci na Šumavě

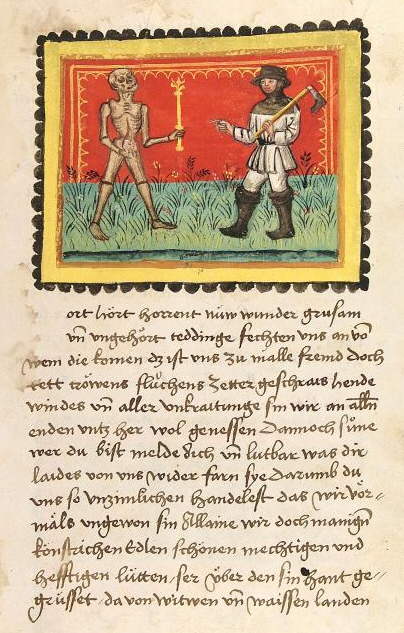
Der Ackermann aus Böhmen („Oráč z Čech“), rukopis z 15. století, Univerzita Heidelberg

Do Sudet – které v geografickém slova smyslu označují jen Krkonošsko-Jesenickou soustavu – patří z politického hlediska část Čech, jižní a severní část Moravy, asi polovina Českého Slezska kromě východní části slezského území (Český Těšín), které bylo národnostně různorodé, neboť zde žili mnohá staletí pospolu Němci, Češi i Poláci. Téměř celými Sudety prochází hraniční pohoří kolem dnešní České republiky (Novohradské hory, Šumava, Slavkovský les, Krušné hory, Lužické a Jizerské hory, Krkonoše, Orlické hory a Hrubý a Nízký Jeseník), odtud poněkud hanlivé označení "skopčáci" (lidé z kopců).
Germánské kmeny obývaly naše území před příchodem Slovanů, jednalo se například o Markomany, kteří z našeho území vytlačili keltské kmeny. V období stěhování národů z našeho území většina Germánů odešla.
Německá osidlování vesměs málo obydleného pohraničí počíná v éře vlády posledních Přemyslovců, především od poloviny 13. století, za Přemysla Otakara II. Kolonisté přicházeli na pozvání českých panovníků, aby málo či zcela neosídlené pohraniční české oblasti kultivovali, hospodářsky oživili a tak také posílili moc panovníka oproti šlechtě. Češi totiž žili převážně v nížinách podél říčních toků a neměli zkušenosti s životem v horských oblastech. Příchozí Němci tuto oblast osídlili, půdu zúrodnili a vesměs úspěšně zde hospodařili. Nejednalo se jen o obyvatele dnešního Německa, mezi kolonisty kteří založili velkou část českých měst a obcí, byli i obyvatelé dnešní Francie, Belgie, Nizozemska, Švýcarska a Rakouska, postupem času se však poněmčili. Naproti tomu například Nymburk osídlili němečtí a holandští kolonisté, kteří se do 15. století počeštili.
Tato dvě etnika, tj. Češi a Němci, žila v českém prostoru pospolu po dlouhá staletí, mísila se mezi sebou a německá kultura českou výrazně obohatila, pomáhala ji vytvářet a stala se její pevnou součástí. Situace kolem jejich soužití se začala vyhrocovat s příchodem nacionalismů 19. století, ale národnostní rozměr měly již husitské bouře, během kterých se německé obyvatelstvo ve městech i na venkově stavělo proti kalichu. Bohuslav Hasištejnský napsal ve 2. polovině 15. století, že Pražané „k cizím jsou přívětiví, toliko Němcův nenávidí, majíce je za protivníky smýšlení svého u víře“. V roce 1495 cech řezníků v Olomouci, která měla převážně německý ráz, do svého cechu nechtěl přijímat žádné Čechy („Pehm“), ale pouze řezníky „dobrého německého druhu“ („guter deutscher Art“). Národnostní třenice pokračovaly i v 16. století, tak například v Plzni se roku 1500 městská rada usnesla, aby městské právo nebylo udělováno Němcům, „kteříž nic česky neumějí“. V Litoměřicích se roku 1514 usnesla městská rada, aby do města nebyli přijímání příchozí Němci ani jiní cizinci. V Ústí nad Labem byla roku 1516 deputace litoměřických konšelů napadena německým obyvatelstvem města, kteří jim spílalo do „kacířů“.
Česko-německé vztahy se prudce zhoršily ve 2. polovině 19. století v souvislosti s rozšiřováním volebního práva a volební agitace, kdy se jazyk stal politickým faktorem. V dubnu 1897 byla vydána Badeniho jazyková nařízení, která zrovnoprávnila češtinu s němčinou. Němečtí poslanci na protest proti zrovnoprávnění češtiny zahájili obstrukce v Říšské radě ve Vídni a během léta 1897 se v německých oblastech českých zemí konaly protivládní a protičeské demonstrace, které někdy přerůstaly i v drancování českých obydlí. Po demisi Badeniho vlády v listopadu 1897 se národnostní nepokoje přenesly také do Prahy. V květnu 1908 vypukly v Praze několikadenní pouliční bitky mezi Čechy a Němci, kterých se zúčastnilo několik tisíc lidí, a dav zaútočil i na pražské německé divadlo.

## Sudetští Němci a Československo

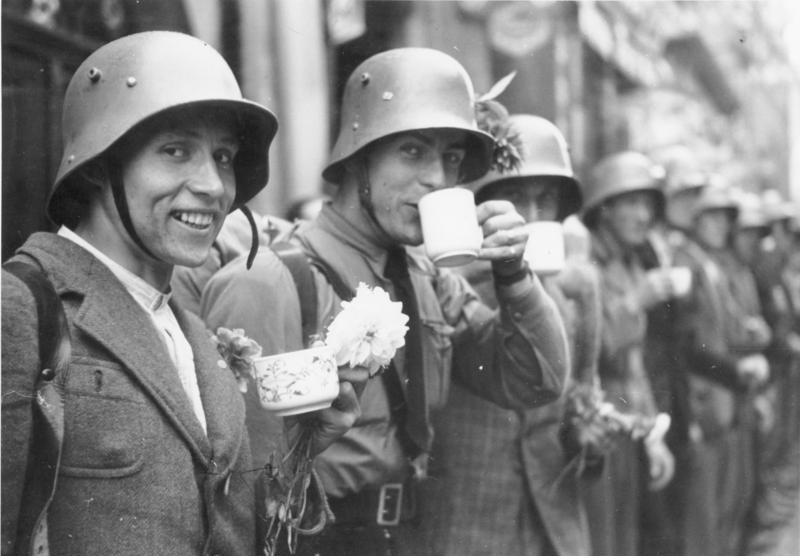
Sudetoněmecký Freikorps

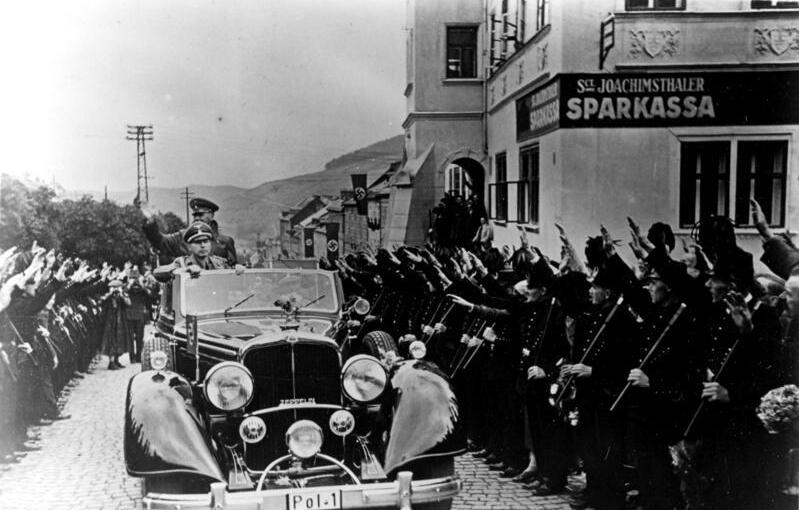
Návštěva Wilhelma Fricka v Jáchymově

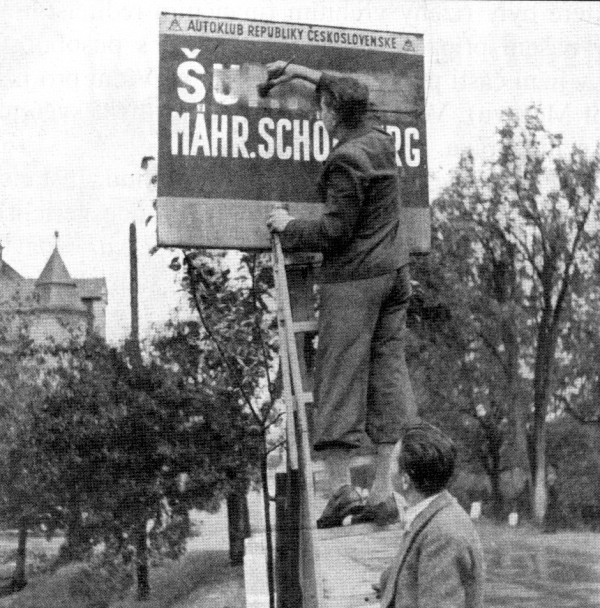
Sudetští Němci přetírají český název města Šumperk (Mährisch Schönberg) po okupaci v roce 1938

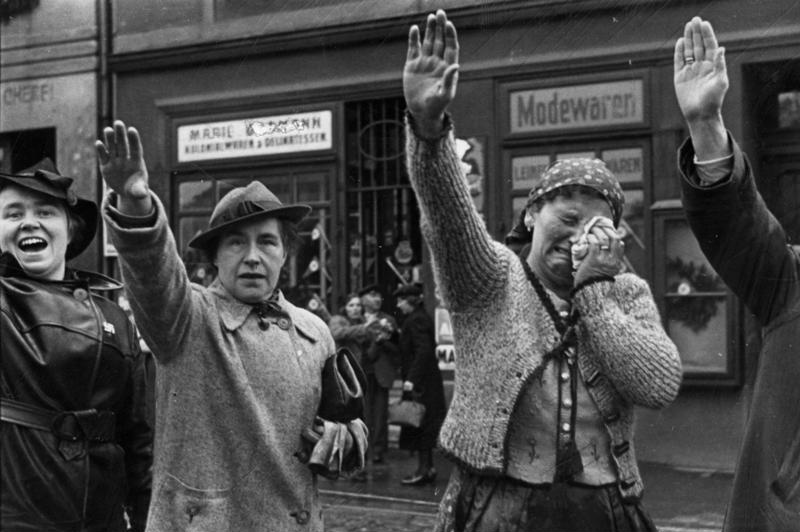
Sudetští Němci z Chebu zdraví Hitlera poté, co překročil hranice do Československa v roce 1938.

Mnoho sudetských Němců - zejména zpočátku - odmítlo uznat vytvoření Československa, které naopak Češi chápali jako svůj národní stát, a nechtělo se smířit se ztrátou pozice majoritní národnosti z doby podunajské monarchie.
Po 28. říjnu 1918 se tedy sudetští Němci pokusili odvolat na právo na sebeurčení vycházející z mírové politiky Woodrowa Wilsona, s tím, že by oblasti s německou většinou setrvaly v rámci poválečného rakouského státu. Sudetoněmečtí poslanci z Říšské rady vyhlásili v pohraničí separatistické celky s cílem připojit se ke vznikajícímu německému Rakousku. Jednalo se o provincie Německé Čechy (Deutschböhmen) s centrem v Liberci a Sudetsko (Sudetenland) s centrem v Opavě, přičemž další převážně německé oblasti na jihu Čech a Moravy měly být připojeny k Horním a Dolním Rakousům, dále se měla stát součástí Rakouské republiky i města Brno, Olomouc a Jihlava se svým okolím.
Československá vláda žádnou z těchto separatistických snah neuznala a začala zajišťovat československé území vojenskou operací. Sudetští Němci se uchýlili k víceméně pasivnímu odporu vůči českému vojsku, které od 31. října 1918 do 28. ledna 1919 postupně obsazovalo pohraničí. K bojům nebo krvavým srážkám docházelo pouze sporadicky, což mělo za následek ztráty na životech více než desítky Němců.
Dne 4. března 1919 téměř všichni[zdroj?] sudetští Němci pokojně demonstrovali za své právo na sebeurčení. Tyto demonstrace byly podpořeny jednodenní generální stávkou německého obyvatelstva. Demonstrace byly potlačeny československou armádou s 54 mrtvými a 84 zraněnými osobami. Jednalo se o demonstrace např. v Liberci, Moravské Třebové nebo Kadani. Mezi zabitými Němci byly desítky žen a dětí.
Mírová smlouva ze Saint-Germain z 10. září 1919 definitivně přiřkla sudetské území československému státu a sudetští Němci tak zůstali v roli početné národnostní menšiny. Podle údajů z roku 1921 bylo obyvatelstvo mnohonárodnostního Československa složeno z 6,6 milionů Čechů, 3,3 milionů Němců, 2 milionů Slováků (kteří byli spolu s Čechy v té době často počítáni do tzv. československého národa, Čechoslováků), 700 000 Maďarů, půl milionu Rusínů, 300 000 Židů a 100 000 Poláků, dále pak z Romů (Cikánů), Chorvatů a dalších etnických skupin. Němci tvořili jednu třetinu veškerého obyvatelstva českých zemí a cca 23,4 procent československé populace (čítající celkem 13,6 milionů).
V oblasti Sudet se nacházel významný podíl chemického, těžebního, textilního a sklářského průmyslu republiky. Nejvýraznějším centrem všeněmeckého nacionalismu bylo město Cheb s okolím. Němci obývali i zaostalé zemědělské oblasti na jihu a jihozápadě Čech. Morava byla většinově německým obyvatelstvem osídlena především na jihu a severu, významnější ale byly německojazyčné „kapsy“ kolem Jihlavy, Brna či Olomouce. Německý nacionalismus byl přitom v těchto částech poněkud utlumen, což platilo i o oblasti Českého Slezska s rozsáhlým těžebním průmyslem, kde se tamní Němci dlouhodobě obávali silné konkurence těžkého průmyslu z Německa.
Zdaleka ne všichni etničtí Němci žili v územně celistvých a snadno vymezitelných oblastech. Z historických důvodů bylo české a německé obyvatelstvo na mnoha místech smíšené a většina zástupců z obou etnických skupin měla alespoň částečné znalosti jazyka druhé skupiny. Od 2. poloviny 19. století vytvářeli Češi a Němci duplicitní etnicky diverzifikované struktury kulturních, vzdělávacích, politických a hospodářských institucí, což prohlubovalo a upevňovalo vzájemnou národnostní izolaci. Tento vývoj pokračoval až do konce druhé světové války.
| Počet lidí hlásících se k německé národnosti v Česku dle ČSÚ | Počet lidí hlásících se k německé národnosti v Česku dle ČSÚ | Počet lidí hlásících se k německé národnosti v Česku dle ČSÚ | Počet lidí hlásících se k německé národnosti v Česku dle ČSÚ |
|                                                              | 1921                                                         | 1930                                                         | 1950                                                         |
| ------------------------------------------------------------ | ------------------------------------------------------------ | ------------------------------------------------------------ | ------------------------------------------------------------ |
| Čechy                                                        | 2 173 239                                                    | 2 326 090                                                    | -                                                            |
| Morava a Slezsko                                             | 799 969                                                      | 823 730                                                      | -                                                            |
| České země                                                   | 2 973 208                                                    | 3 149 820                                                    | 159 938                                                      |
| %                                                            | 30                                                           | 30                                                           | 2                                                            |
| České země (celá populace)                                   | 10 005 734                                                   | 10 674 386                                                   | 8 896 133                                                    |

## Politické zastoupení v orgánech RČS
Od voleb v roce 1920 měli sudetští Němci své zastoupení v Poslanecké sněmovně. Od roku 1926, kdy byla jmenována Třetí vláda Antonína Švehly, měli své zastoupení i v československé vládě. V prvních letech republiky volila většina sudetských Němců převážně demokratické strany, avšak se vzrůstající vlnou nacionalismu vzrůstaly i hlasy pro populisty; v roce 1935 dokonce Sudetoněmecká strana vyhrála volby. Prezident Masaryk však předsedu strany Henleina nepověřil sestavením vlády.

### Zastoupení německých stran v Poslanecké sněmovně NS RČS
| Zastoupení německých stran v Poslanecké sněmovně PČSR   | Zastoupení německých stran v Poslanecké sněmovně PČSR | Zastoupení německých stran v Poslanecké sněmovně PČSR | Zastoupení německých stran v Poslanecké sněmovně PČSR | Zastoupení německých stran v Poslanecké sněmovně PČSR |
|                                                         | 1920                                                  | 1925                                                  | 1929                                                  | 1935                                                  |
| ------------------------------------------------------- | ----------------------------------------------------- | ----------------------------------------------------- | ----------------------------------------------------- | ----------------------------------------------------- |
| Německá sociálně demokratická strana dělnická v ČSR     | 31                                                    | 17                                                    | 21                                                    | 11                                                    |
| Německá národně socialistická strana dělnická           | 15                                                    | 7                                                     | 8                                                     | -                                                     |
| Německý svaz zemědělců                                  | 11                                                    | 24                                                    | 16                                                    | 5                                                     |
| Německá křesťansko sociální strana lidová               | 10                                                    | 13                                                    | 14                                                    | 6                                                     |
| Maďarsko-německá křesťansko-sociální strana             | 5                                                     | -                                                     | -                                                     | -                                                     |
| Maďarsko-německá sociálně demokratická strana           | 4                                                     | -                                                     | -                                                     | -                                                     |
| Německá strana svobodomyslná                            | 5                                                     | -                                                     | -                                                     | -                                                     |
| Německá národní strana + Sudeto-německý zemědělský svaz | -                                                     | 10                                                    | 7                                                     | -                                                     |
| Krajinská křesťansko-sociální strana + koalice          | -                                                     | 4                                                     | 9                                                     | 9                                                     |
| Sudetoněmecká strana                                    | -                                                     | -                                                     | -                                                     | 44                                                    |
| Všech křesel v Poslanecké sněmovně                      | 281                                                   | 300                                                   | 300                                                   | 300                                                   |
| %                                                       | 29                                                    | 25                                                    | 25                                                    | 25                                                    |

## Situace ve 30. letech

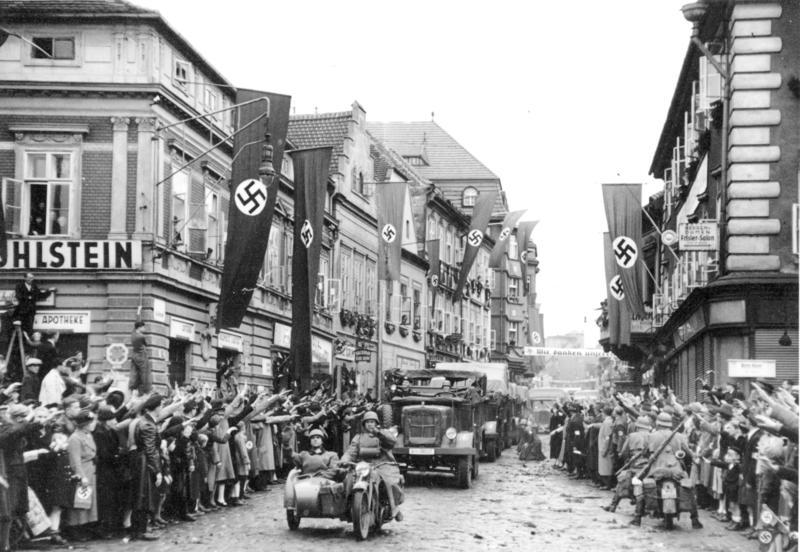
Sudetští Němci vítají německá vojska v Žatci

Znak Říšské župy Sudety.

Národnostní politika Československa vycházela sice z idey národního státu „Čechoslováků“, jehož systém měl mnohé nedostatky, Československo se přesto chovalo k menšinám na tehdy existující poměry vzorně, což doložily i předválečné výzkumy zahraničních organizací. Počet volených zástupců Němců v prvorepublikové správě, počet německých základních, středních i vysokých škol či vydavatelství a tím i knih v německém jazyce byl daleko široko v Evropě nejvyšší.[zdroj?] Na územích, kde byla více než 20procentní menšina, byl druhým úředním jazykem jazyk menšiny. Národnostní menšiny mohly svobodně zakládat organizace a různé spolky. Vztah státu a občanů nestál na národnostním, ale na občanském principu. Je však třeba říci, že Němci se s Československem jako se svojí vlastí ve valné většině případů neztotožňovali (byť situaci mírně napomohl fakt, že míra svobody v zemi byla po roce 1933 ve srovnání s Německem nesrovnatelně vyšší); Praha dávala jasně najevo, že stát se bude profilovat na představách "státního národa Československého", nikoliv menšin. Československá vláda se pokoušela oslabit vliv německých politických hnutí a organizací také tím, že upravovala volební obvody takovým způsobem, aby v nich Češi vždy získali většinu.
Zájmy sudetských Němců zprvu hájili i komunisté. Například v roce 1931 pronesl komunistický poslanec Václav Kopecký v parlamentu projev, ve kterém ostře kritizoval vládu za pošlapání práv sudetských Němců, a prohlásil, že komunisté budou hájit jejich právo na sebeurčení. V polovině 30. let ale komunisté na příkaz Kominterny otočili a začali hájit demokratické Československo proti nacismu.
Světová hospodářská krize ve 30. letech zasáhla německé obyvatelstvo mnohem více než české. Pohraničí bylo navázáno na další závody v Německu, odkud získávalo jak dodávky, tak tam vyváželo svoje výrobky. Nedobrá hospodářská situace v regionu, prohloubená vysokým směnným kurzem koruny, a prudký růst nezaměstnanosti (až přibližně na úroveň 30 %) se výrazně projevil na faktu, že stále více sudetských Němců začínalo sympatizovat s krajně nacionalistickými názory, které představoval Konrád Henlein a jeho Sudetendeutsche Heimatsfront (SHF), přeměněné později na Sudetendeutsche Partei (SdP). Henlein vyzýval k otevřenému odporu proti české vládě a mnoho Němců začalo jeho názory přijímat. V obecních volbách na jaře 1938 získala Sudetoněmecká strana (SdP) bezmála 90% všech sudetoněmeckých hlasů, a stala se nejsilnější stranou v Československu.
Situace vyvrcholila ke konci dekády. Němci zahájili rozsáhlé protesty a masový odpor, včetně ozbrojeného povstání, které československá armáda potlačila. Činnost SdP byla zakázána a Henlein uprchl do Německa. Potlačení povstání využilo nacistické Německo k propagaci vlastní politiky rozšiřování svého území a svolání konference do Mnichova, známého pro Čechy nechvalně proslulou Mnichovskou dohodou. Tehdy byly Sudety připojeny k Německé říši, sudetští Němci se stali občany Říše a museli narukovat do Wehrmachtu. Již bývalí čeští Němci přivítali tuto úpravu hranic, viděnou v Praze jako krutou daň za zachování míru, většinou s nadšením. Sudetští Němci za války povětšinou sloužili v německé armádě (Wehrmachtu), jen zanedbatelná část se stala aktivními odpůrci nacismu.

## Vysídlení

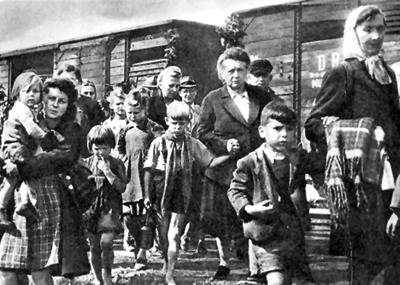
Transport vysídlených českých Němců po druhé světové válce

S koncem války byli téměř bez výjimek sudetští Němci odsunuti, majetek byl zabavován a mnoho jich vysídlení do Německa a Rakouska nepřežilo. Dnes je vysídlení těchto obyvatel tématem mnoha diskusí, protože ne všichni Sudetští Němci se ztotožňovali s nacistickou ideologií a nebyli v NSDAP.
Většina obyvatel a politiků České republiky, stejně jako současná česká i někdejší komunistická historiografie, používá termínů odsun či vysídlení. Vysídlení Němci, jejichž mluvčím je především Sudetoněmecké krajanské sdružení (něm. Sudetendeutsche Landsmannschaft), hovoří o vyhnání (něm. Vertreibung).
Příčinou této jazykové dvojkolejnosti je, že v současné době v češtině ani v němčině neexistuje pro tyto deportace bezpříznakové označení: kdo hovoří o odsunu nebo vysídlení, bývá automaticky považován za jeho obhájce, kdo o vyhnání, za kritika. Pro úplnost je třeba dodat, že v angličtině se pro deportace užívá výrazu transfer (tento termín používá i Postupimská deklarace), jenž však nemá v tomto kontextu v češtině odpovídající ekvivalent – pouze přibližně mu odpovídá výraz přesun. Česko-německá deklarace o vzájemných vztazích a jejich budoucím rozvoji používá slovní spojení „poválečné vyhnání, jakož i nucené vysídlení“ (v německé verzi textu „Vertreibung sowie zwangsweise Aussiedlung“). Pro částečně analogickou situaci, kdy po Mnichovské dohodě byli nuceni opustit území Sudet Češi, se používá termín vyhnání (nikoliv odsun Čechů či vysídlení). Nelze ovšem tvrdit, že by byli všichni Češi ze Sudet vyhnáni. Přímo vyhnáni byli jen aktivní odpůrci henleinovců, pokud se jim nepodařilo včas utéci. Hodně Čechů přišlo do Sudet v roce 1918 při vzniku ČSR. Byli to poštmistři, výpravčí a další státní zaměstnanci. Ti byli hned propuštěni a na jejich místo přišel Němec. Tito Češi odešli sami z existenčních důvodů, nebyli vyhnáni, ale neměli tam práci. Odcházely také rodiny, které měly více synů - báli se, že by mohli být povoláni do Wehrmachtu. Pokud však nějaký Čech byl ve wehrmachtu, byl tam proto, že se přihlásil k německé národnosti; Češi rukovat nemuseli.

## Počet odsunutých Němců

Sudetoněmecká vlajka

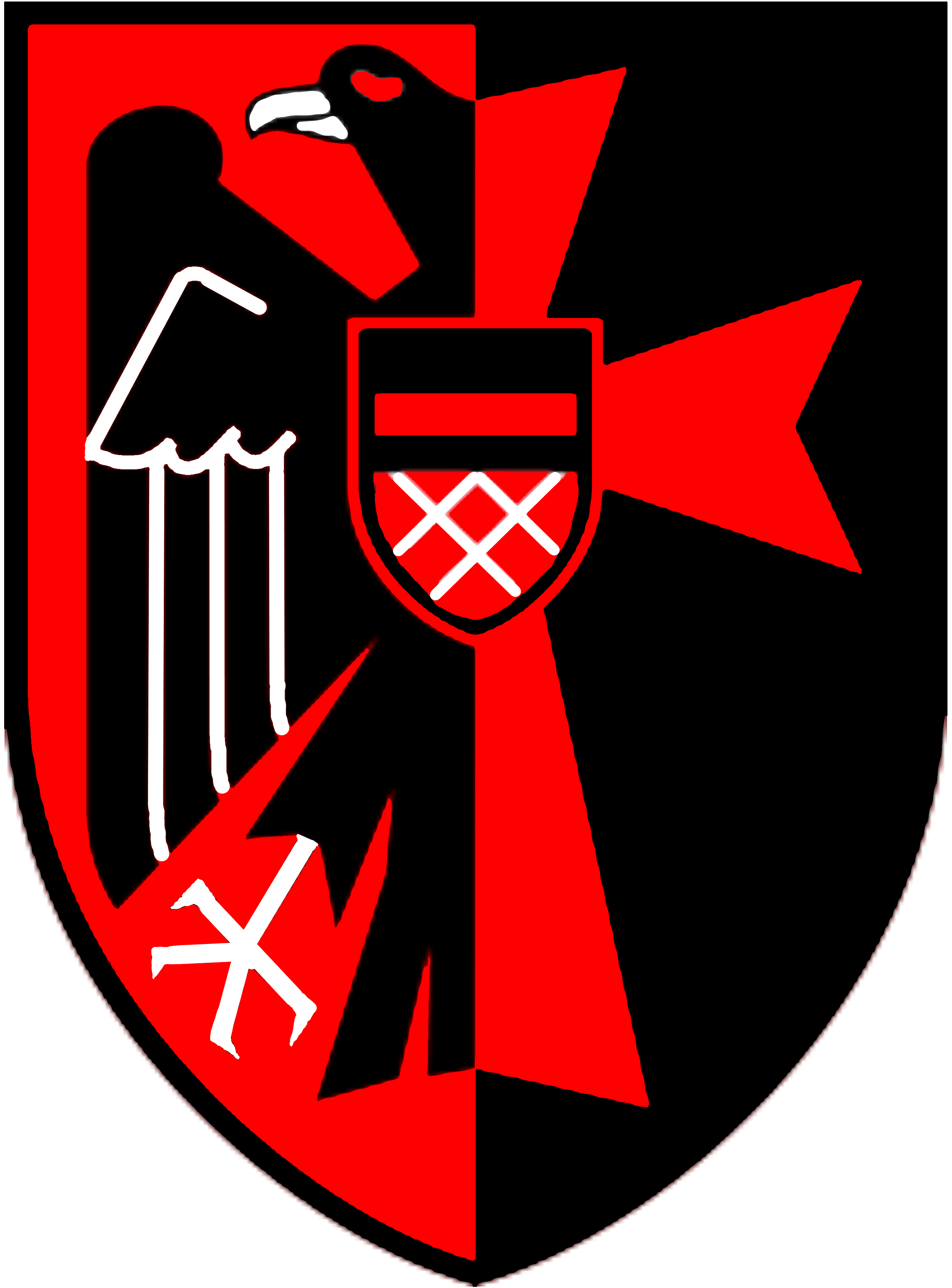
Znak sudetských Němců

Podle předválečného sčítání žilo v Československu 3,1 mil. osob, které se přihlásily k německé národnosti. Dle těchto oficiálních čísel se odvíjí i odhad počtu odsunutých Němců po II. světové válce. Avšak i této skupiny obyvatelstva se dotkly válečné události. Odhaduje se, že zhruba 300 až 500 tisíc Sudetských Němců padlo jako vojáci wehrmachtu a SS na frontách 2. světové války, nebo bylo zabito při válečných událostech.  
Podle některých zdrojů bylo do konference vítězných mocností v Postupimi dne 2. srpna 1945 minimálně 700 tisíc sudetských Němců divoce vyhnáno anebo sami uprchli. Z toho jich cca 300 tisíc uteklo samo před postupující Rudou armádou na základě tzv. Neronova rozkazu, který vydal Adolf Hitler 20. března 1945. Jednalo se zejména o Němce ze severní Moravy a Slezska.
Dalších cca 400 tisíc jich bylo vyhnáno při tzv. divokém odsunu. Dle údajů společné komise českých a německých historiků při něm zahynulo 19 až 30 tisíc Němců. Počet nezvěstných je odhadován na 200 tisíc. Mnoho lidí zahynulo nebo zmizelo až v Německu nebo Rakousku. Jsou známy případy, kdy se sudetští Němci stali obětí starousedlíků, kteří je považovali za příčinu války, při které o vše přišli.
Počátkem roku 1947 obdržel tehdejší prezident republiky Edvard Beneš výkaz - pamětní spis od zplnomocněnce pro odsun, ve kterém se psalo, že do 1. listopadu roku 1946 bylo z českých zemí odsunuto celkem 2 170 598 Němců, z toho počtu 1 420 598 osob do americké a 750 000 do sovětské okupační zóny Německa.
Po roce 1945 byla oblast Sudet znovu dosídlena převážně lidmi z vnitrozemí, kteří zde začali hospodařit (někdy však i ničit a rozkrádat) na chalupách po odešlých Němcích. Dosídlování pohraničí byl problém, najednou bylo mnohem více volných objektů než zájemců. Dosídlování trvalo zhruba tři desítky let. Teprve kolem roku 1975 se říkalo, že se pohraničí vyrovnalo vnitrozemí a že je to už jen historický pojem. Dosídlování probíhalo postupně a nepravidelně. Nejprve byla dosídlena bohatá města, např. Liberec, dosídlenci získali i vilky nebo rodinné domky. Současně byly také obsazeny bohaté vesnice. Naproti tomu do chudých vsí, pro odlehlost navíc špatně dopravně přístupných, nechtěl nikdo. Byli tam posláni např. chudí rumunští dosídlenci nebo Romové, aby tam alespoň někdo bydlel. V celé vsi bydlely dvě nebo tři rodiny. Vládly tam dnes těžko pochopitelné poměry. Když si někdo opravoval domek, bylo zcela běžné, že si z nějakého neobydleného domku vzal tašky ze střechy, vyboural si okna nebo dveře. Domek se změnil časem v dezolátní objekt, přičemž nebylo v silách úřadů vše uhlídat. Takovéto poměry přetrvávaly asi do poloviny let šedesátých. Začátkem let šedesátých proběhla druhá vlna dosídlování. Byly točeny filmy (i televizní), jak mladí lidé nemohou v Praze sehnat byt a nakonec se rozhodnou dosídlit pohraničí, kde byt nebo domek ihned dostanou.

## Čeští Němci versus sudetští Němci
V roce 1903 použil politický aktivista a publicista Franz Jesser v jedné ze svých studií poprvé termín Sudetendeutsche (Sudetští Němci) jako označení pro německojazyčné obyvatelstvo Českých zemí (na rozdíl od Alpendeutsche – tedy Němců ze zemí dnešního Rakouska, popřípadě Slovinska). Během následujících dekád se toto slovo prosadilo a doposud je v německy mluvících zemích široce užíváno.
Je logické, že utvářející se nacistické hnutí tzv. sudetských Němců nemohlo užít označení čeští Němci (nebo aspoň böhmische nebo mährische Deutsche, Deutschböhmen nebo Deutschmährer), které bylo a je zeměpisně, historicky atd. správné, stejně jako zcela běžné označení slovenští, rakouští, američtí, brazilští apod. Češi, němečtí Turci, Kurdové apod. Označení „tschechische Deutsche“ by totiž vyjadřovalo a upevňovalo integritu vícenárodnostního českého státu, skládajícího se dnes z již jen historických zemí Böhmen, Mähren a Schlesien. Proto zbytek Česka dostal označení Protektorat Böhmen und Mähren, nikoliv Protektorat Tschechei (nebo Protektorat Tschechien). Přesnější název než „sudetští Němci“ je „čeští, moravští Němci“ (německy „böhmische, mährische Deutsche“), resp. „Němci z Čech, z Moravy, ze Slezska“. Jelikož zemské zřízení v Česku definitivně skončilo v roce 1949 a nebylo obnoveno ani po roce 1989, je geograficky správným označením těch z nich, kteří v ČR v současnosti žijí, „čeští Němci“ (německy „tschechische Deutsche“ případně „Tschechien-Deutsche“). Označení těch českých Němců, kteří byli odsunuti a žijí v Německu či jinde, je z českého hlediska nejspíše „Němci z Česka“ (německy „Deutsche aus Tschechien“). Označení čeští Němci (někdy i "naši Němci") užívali jak T. G. Masaryk, tak E. Beneš – srov. jeho Paměti.
Prvním oficiálním polistopadovým dokumentem, kde se objevuje termín sudetští Němci, je Česko-německá deklarace z roku 1997. Přední český znalec ústavního práva prof. Václav Pavlíček k tomu uvedl: „V deklaraci se objevil zcela nový pojem sudetští Němci. Podle mezinárodního práva to však doposud vždy byli bývalí čs. občané. Sudetští Němci je zkreslující termín, který sotva může být použit s jiným záměrem, než učinit z národnostní menšiny samostatný národ.“ Zavedení pojmů „Sudety“, „sudetský Němec“ apod. bylo základním předpokladem pro formulování politické role Němců žijících dříve na území Čech, Moravy a Slezska, pro formulování jejich místa v expanzivní velkoněmecké politice a pro specifikaci termínů „národní společenství“, „sudetoněmecký kmen“, hlavně však termínu „národní skupina“ (Volksgruppe). Tento termín má v poválečné době z hlediska prostředků a cílů politiky Drang nach Osten důležitou a nezastupitelnou úlohu.

### Sudeťáci versus sudeťáci
V češtině existují také pojmy sudeťáci a Sudeťáci.
- Slovo Sudeťák s velkým s je jednoslovné označení pro sudetského Němce, Sudetoněmce, Sudeťana, obyvatele Sudet. Sudeťák je Sudetoněmec a zároveň tehdejší obyvatel Sudet („Skopčák“).[22]
- Slovo sudeťák s malým s je podle pravidel českého pravopisu příslušník nacistického (henleinovského) hnutí mezi bývalými československými Němci; henleinovec.[22] Od tohoto označení přebralo i obyvatelské jméno „Sudeťák“ pejorativní nádech. Tendence kolektivně spojovat sudetské Němce s nacismem a útočným pangermanismem se v české společnosti objevila v přímém důsledku politického působení sudetoněmeckých organizací a jejich spolupodílu na rozbití ČSR. Německá okupace v tomto směru českou společnost ještě více zradikalizovala, takže od konce druhé světové války získalo slovní spojení „sudetští Němci“ vysloveně hanlivý, odsuzující význam, ještě později prohloubený komunistickou propagandou, jež měla eminentní zájem na udržování obrazu německého nepřítele (tím pádem i ospravedlnění „ochrany“ Sovětského svazu) a pravidelně varovala před „německými revanšisty“.[23] Komunisté a nacionalisté mají antisudeťáctví v programu dodnes: hovoří pouze o tzv. sudetských Němcích („KSČM se zavazuje vystupovat ,proti neoprávněným nárokům tzv. sudetských Němců‘“, „... proti odškodnění tzv. vyhnaných sudetských Němců“), popř. o revanšistických organizacích odsunutých Němců.[24]

### Pejorativní označení
České pejorativní označení Němců, zvláště západočeských, které se v období okupace přeneslo zejména na nacistické vojáky a posléze obecně Němce, má zajímavý původ. Poprvé je doloženo u Josefa Jungmanna, ovšem pouze ve významu „pastýř skopců a beranů“. Koncem 19. století takto čeští sedláci označovali své německé sousedy z oblasti Chebska, Krušných hor a Šumavy, kteří přicházeli na jarmarky „z kopců“. Alfred Fuchs psal o Skopčácích z okolí Chebu, Jaroslav Hašek zmiňuje ve Švejkovi Skopčáky od Kašperských Hor, Heda Kaufmannová se zmiňovala o Skopčácích v oblasti Frýdlantského výběžku. Později, v době nárůstu německého nacionalismu, však převládla na základě paronymie asociace se slovem skopec a jméno nabylo pejorativního významu (srov. starší nadávku tupému člověku „skopová hlavo“).
Takto ho používá např. Josef Škvorecký ve Zbabělcích. Svůj podíl na tomto vývoji mohla mít satirická povídka pražského německého spisovatele Gustava Meyrinka z roku 1906 Skopcoglobin, která se vysmívá německému militarismu a některé další z autorových povídek, využívající skopce jako symbol omezenosti, šosáctví a německé povahy.